# Renaud Victor
Pour les articles homonymes, voir Victor.
Renaud Victor, né le 4 mai 1946 à Paris et mort le 3 octobre 1991 à Avignon, est un réalisateur, scénariste et acteur français.

## Biographie
Marcel Louis Victor Renaud (dit Renaud Victor, du nom de son grand-père maternel) naît à Paris le 4 mai 1946. Son demi-frère, Charles, est autiste. Il est très jeune lorsque son père quitte le foyer familial.
Il fréquente beaucoup les salles obscures dans sa jeunesse, avant de partir vivre trois ans au Dahomey aux côtés de son père adoptif militaire. Quoique ne se jugeant pas « cinéphile », il confie en 1984 avoir été particulièrement inspiré par trois films : Les Amants de la nuit de Nicholas Ray, Baby Doll, et La Fièvre dans le sang d'Elia Kazan.
De retour en France en 1961, alors qu'il a 15 ans, aucun établissement scolaire ne l'admet. Il intègre une classe de fin d'études, débouchant sur un centre d'apprentissage. Devenu plombier, puis pompiste, il suit à partir de 1969, en auditeur libre, des cours de sociologie, d'ethnologie et d'études cinématographies au centre universitaire de Vincennes, et est proche des milieux maoïstes.
Après avoir vu Le Moindre Geste, qui le laisse « impressionné et bouleversé », il entre en contact avec son réalisateur, Fernand Deligny. Entre 1972 et 1975, il s'intéresse au lieu de vie de jeunes autistes sous la responsabilité de Deligny à Monoblet. Il s'installe aussi près de Monoblet et loue avec une amie une maison où il accueille un enfant autiste ; devenu « gardois d'adoption », il s'installe longtemps dans ce département.
Devant à Deligny une « rupture radicale » avec son idée initiale du cinéma et « une certaine forme de société », promouvant désormais un cinéma « du réel », il tire de l'initiative de celui-ci Ce gamin, là, film expérimental évoquant le cas de Janmari : il rencontre un succès d'estime — Jacques Siclier jugeant par exemple dans Le Monde qu'il « révèle l'essentiel » quant au mode de vie de ces jeunes autistes, avec un résultat « beau, émouvant, sensible ». Aidé sur le plan de la production par François Truffaut, qui obtient des coupes claires et un changement de titre, il est formé par Richard Copans (qui devient un proche ami,) à la maîtrise de la caméra.
En 1980, il donne avec Hé ! Tu m'entends ? une enquête (basée sur un ouvrage de Charly Boyadjian) sur le milieu ouvrier à Grenoble qui convoque sa femme Monique Parelle et leur fils Cyril, et qui, restant boudée par le public, suscite cette fois la sévérité de la critique. Dans Le Meilleur de la vie (1985), qu'il juge « capital », il campe (pour la première fois avec des acteurs professionnels) l'histoire d'un couple amoureux mais miné par les « contingences extérieures ». En dépit de sa « flamme », le tournage pâtit de conflits au sein de l'équipe et d'un budget faible. C'est, selon Édouard Waintrop, un nouvel échec.
Il est ensuite directeur de production de plusieurs longs métrages, pour la société Les Films du passage fondée par Copans. Il participe aussi au collectif Cinélutte, cofondé par le même. En parallèle, il forme plusieurs projets d'adaptations avec Deligny, comme Rue de l'Oural (sur une expérience théâtrale durant les années 1950) ou Peau d'argile (dont l'intrigue se déroule à la Préhistoire). Vers 1989, il filme Fernand Deligny, à propos d'un film à faire, qui donne la parole à l'éducateur alors dans ses dernières années, à propos du rapport entre images et mots.
Avec l'aide d'un journaliste de Libération, il retrouve ensuite un détenu évadé, Jean-Yves Beck, avec lequel il sympathise et qu'il convainc de se rendre pour purger sa peine et pouvoir ensuite se réinsérer. Il projette un documentaire inabouti, Un homme de trop. Mais cela l'amène à fréquenter la prison des Baumettes, où il filme sa dernière réalisation, De jour comme de nuit (1991), qui traite de l'enfermement à travers un documentaire sur le monde carcéral. En « immersion totale », il n'hésite pas à dormir dans une cellule, seul ou en compagnie de prisonniers.
Peu après avoir achevé de réaliser De jour comme de nuit, il se trouve « physiquement épuisé ». Il meurt à Avignon le 3 octobre 1991, âgé de 45 ans, des suites d'un cancer foudroyant déclaré trois mois auparavant. Il ne peut adapter Yanoama, l'autobiographie d'Ettore Biocca, comme il le projetait.
Il repose au cimetière de Monoblet.

### Postérité
Un prix Renaud-Victor, doté par le CNC est remis lors du Festival international de cinéma documentaire.
Bernard Bastide et Jacques-Olivier Durand estiment qu'il 

« laisse le souvenir d'un homme tourmenté, qui avait besoin d'être personnellement impliqué dans ses films et n'était vraiment heureux que quand il tournait. »

Selon les mêmes, une constante parcourt son œuvre (hétérogène en apparence seulement) : la « fragilité de l'espèce humaine ».

Pour sa part, Anne Baudry, monteuse de De jour comme de nuit, voit dans « la question de l'enfermement — et de la liberté » une « problématique permanente » pour Renaud Victor. Et d'ajouter qu'il n'a cessé de chercher à 

« fuir la vie dans le cinéma, comme si la vie s'était réfugiée dans les films et que la seule vie qui en valait la peine était celle qu'on trouvait dans la projection d'images tremblotantes. »

## Filmographie

### Acteur
- 1984 : Les Amants terribles de Danièle Dubroux : le musicien
- 1985 : Le Meilleur de la vie de Renaud Victor : l'inconnu
- 1986 : Gardien de la nuit de Jean-Pierre Limosin : l'homme du hold-up
- 1986 : Faubourg Saint-Martin de Jean-Claude Guiguet : l'inspecteur de police
- 1987 : La Rumba de Roger Hanin : le second motard
- 1988 : L'Autre Nuit de Jean-Pierre Limosin

### Réalisateur
- 1976 : Ce gamin, là, documentaire
- 1980 : Hé ! Tu m'entends ?
- 1985 : Le Meilleur de la vie
- 1989 : Fernand Deligny, à propos d’un film à faire
- 1992 : De jour comme de nuit, documentaire réalisé à la prison des Baumettes

### Scénariste
- 1976 : Ce gamin, là, documentaire
- 1980 : Hé ! Tu m'entends ?
- 1985 : Le Meilleur de la vie